# 塔尔诺
塔尔诺是德国梅克伦堡-前波美拉尼亚州的一个市镇。总面积40.50平方公里，总人口1139人，其中男性584人，女性555人（2011年12月31日），人口密度28人/平方公里。